# Simona Falauto Perez
Simona Falauto Perez (Agrigento, 4 aprile 1986) è un'ex cestista italiana, guardia tiratrice di 178 cm.

## Carriera
Ha giocato per cinque stagioni in Serie A1 con la Pallacanestro Ribera.
Nella stagione 2005-06 con la Pallacanestro Ribera si è aggiudicata la Coppa Italia di Basket Femminile, nella Final Six 2006 di Schio, battendo in finale Faenza 75-72.
Nel 2007-08 era alla Virtus Eirene Ragusa in Serie B d'Eccellenza. Nel 2009-10 è stata promossa in Serie B2 con la Libertas Agrigento.
Nel 2011-12 è alla Venus Racalmuto; poi nel 2012-13 veste la maglia della New Basket 2013 di Agrigento.

## Statistiche
Dati aggiornati al 31 maggio 2009.
| Stagione        | Squadra                 | Competizione | Partite | Partite | Partite | Statistiche tiro | Statistiche tiro | Statistiche tiro | Altre statistiche | Altre statistiche | Altre statistiche | Altre statistiche | Altre statistiche |
| Stagione        | Squadra                 | Competizione | Pres.   | Titol.  | Minuti  | Tiri da 2        | Tiri da 3        | Liberi           | Rimb.             | Assist            | Rubate            | Stopp.            | Punti             |
| --------------- | ----------------------- | ------------ | ------- | ------- | ------- | ---------------- | ---------------- | ---------------- | ----------------- | ----------------- | ----------------- | ----------------- | ----------------- |
| 2003-2004       | Ares Ribera             | Serie A1     | 5       | 0       | 12      | 0/1              | 0/2              | 0                | 2                 | 0                 | 0                 | 0                 | 0                 |
| 2004-2005       | Banco di Sicilia Ribera | Serie A1     | 0       | 0       | 0       | 0                | 0                | 0                | 0                 | 0                 | 0                 | 0                 | 0                 |
| 2005-2006       | Banco di Sicilia Ribera | Serie A1     | 7       | 0       | 20      | 0/5              | 0                | 0                | 2                 | 0                 | 1                 | 0                 | 0                 |
| 2006-2007       | Banco di Sicilia Ribera | Serie A1     | 9       | 0       | 34      | 2/3              | 0/1              | 0/1              | 4                 | 0                 | 1                 | 0                 | 4                 |
| 2007-2008       | Passalacqua Ragusa      | Serie B1     |         |         |         |                  |                  |                  |                   |                   |                   |                   |                   |
| 2008-2009       | Banco di Sicilia Ribera | Serie A1     | 11      | 1       | 29      | 0/5              | 1/5              | 0                | 3                 | 0                 | 0                 | 0                 | 3                 |
| 2009-2010       | Libertas Agrigento      | Serie C      |         |         |         |                  |                  |                  |                   |                   |                   |                   |                   |
| Totale carriera |                         |              |         |         |         |                  |                  |                  |                   |                   |                   |                   |                   |

## Palmarès
- Coppa Italia: 1
Banco di Sicilia Ribera: 2006
- Promozione dalla Serie C alla B2: 1
Libertas Agrigento: 2009-10